# Herbert Blomstedt
Herbert Thorson Blomstedt (Springfield, Massachusetts, 1927. július 11. – ) háromszoros Grammy-díjas svéd karmester. A Stockholmi Királyi Zenei Akadémia tagja, aki az egyik leghosszabb ideje pályán lévő karmester.

## Élete, munkássága
Blomstedt massachusettsi Springfieldben született. Szülei svédek voltak, apja adventista lelkész. A család a fiú kétéves/négyéves korában visszatért Svédországba. Édesanyja zongoraleckéket tartott neki, ő pedig a stockholmi Royal College of Musicban vett részt kurzusokon, az Uppsalai Egyetemen pedig általános diplomát szerzett. Kezdettől fogva vonzódott a vezényléshez, ezért Párizsba utazott, hogy Igor Markevitchnél tanulhasson. Zenei látókörének szélesítése érdekében kortárs zenét tanult Darmstadtban, barokk zenét pedig Paul Sachernél a svájci Schola Cantorum Basiliensisben. Tanulmányait ezután a New York-i Juilliard Schoolban Jean Morelnél, a Tanglewood′s Berkshire Music Centerben Leonard Bernsteinnél folytatta. 1953-ban elnyerte a Koussevitzky Karmesteri Díjat, 1955-ben első díjat nyert a Salzburgi Karmesterversenyen.
Önálló karmesterként 1954-ben mutatkozott be a Stockholmi Filharmonikus Zenekarnál, és még ebben az évben kinevezték a Norrköpingi Szimfonikus Zenekar zeneigazgatójává, ahol 1961-ig maradt. 1962 és 1968 között az Oslói Filharmonikus Zenekar első karmestere, majd 1967-től 1977-ig a koppenhágai Dán Királyi Zenekar zeneigazgatója volt. 1975-ben meghívták az akkori Német Demokratikus Köztársaság rangos együtteséhez, a Staatskapelle Dresdenhez, zeneigazgatónak. Tíz évig töltötte be ezt a tisztséget, nagy turnékat vezetett az együttes számára a keleti blokkban és azon túl, és számos hangfelvételt készített velük, köztük a Beethoven- és Schubert-szimfóniák teljes ciklusát. 1985-ben – az előző évben letöltött kéthetes vendégkarmesterkedés után – a San Franciscó-i Szimfonikusok (SFS) zeneigazgatója lett, tíz évet töltött el az együttes élén. A zenekar Blomstedt vezetésével kezdte meg éves turnéit az Egyesült Államokban, Európában és Ázsiában, és koncerteztek a salzburgi, az edinburgh-i és a luzerni nagy fesztiválokon. A zenekarral számos díjnyertes (Grand Prix du Disque, Gramophone-díj, Grammy-díj) hangfelvételt készített. Távozása után a zenekar tiszteletbeli karmestere maradt, és évente több koncertet vezényel. 1995-ben visszatért Európába a hamburgi Északnémet Rádió (NDR) Szimfonikus Zenekarának zeneigazgatójaként, majd 1998–2005 között a Lipcsei Gewandhaus Zenekarnál ugyanazt a posztot töltötte be.
80 éves korán túl is vendégkarmesterként járja a világot, minden vezető szimfonikus zenekar szívesen látja a pulpituson nagy tekintélyű svéd karmestert, köztük a Berlini Filharmonikus Zenekar, a Bajor Rádió Szimfonikus Zenekara, a Royal Concertgebouw Orchestra, az Orchestre de Paris, a Philharmonia Orchestra, a Bostoni Szimfonikusok, a Chicagói Szimfonikusok, a Cleveland Orchestra, a Philadelphia Orchestra, a New York-i Filharmonikusok, a Los Angeles-i Filharmonikusok, az Izraeli Philharmonikus Zenekar és az NHK Szimfonikus Zenekar. „Meghívnak, és nem mondhatok nemet. Mindannyian a barátaim, és a családnak tűnnek, mert minden évben látom őket” – mondta. Működése eredményeként tiszteletbeli karmestere lett a Lipcsei Gewandhaus Zenekarnak, a japán NHK Szimfonikus Zenekarnak, a Dán Nemzeti Szimfonikus Zenekarnak, a Svéd Rádió Szimfonikus Zenekarának, valamint a németországi Bambergi Szimfonikusoknak (utóbbit 1982 óta rendszeresen vezényli), 2019 óta a Bécsi Filharmonikusok tiszteletbeli tagja.
Magas életkora ellenére sem szándékozik visszavonulni. „A nyugdíjba vonulás nem életkor kérdése. Rugalmasnak kell lenni. … Egyszerűen annyira szeretem a zenét, hogy nem tudom feladni” – nyilatkozta. 95. születésnapi évében adta ki első felvételét a Deutsche Grammophon kiadónál, Schubert két utolsó szimfóniáját rögzítette a Gewandhausorchesterrel. Herbert Blomstedtet 95. születésnapján számos zenekar és zenei szaklap köszöntötte. Születésnapi koncertjét a Gewandhaus élén tervezte, de június 26-án, kevéssel a hangverseny előtt elesett, megsérült, és kórházba szállították. A lipcsei „Klassik airleben”-be tervezett szabadtéri hangversenyen Susanna Mälkki ugrott be a helyére. A Stockholmi Királyi Filharmonikus Zenekar hírül adta, hogy a karmester felépült, és készen áll a zenekarral a próbákra.
Blomstedt a Stockholmi Királyi Zenei Akadémia tagja, és számos tiszteletbeli doktorátus birtokosa. 1992-ben elnyerte a Columbia Egyetem Ditson-díját az amerikai zene iránti kiemelkedő szolgálatáért. 2001-ben megkapta az osztrák Anton Bruckner-díjat, 2002-ben pedig a dán Carl Nielsen-díjat. Stockholm északi csillagának lovagja és a koppenhágai Dannebrogen lovagja. 2003-ban elnyerte a Német Szövetségi Érdemkeresztet.
Herbert Blomstedt azt a fajta művészt képviseli, akinek szakmai hozzáértése és természetes tekintélye feleslegessé tesz minden külső hangsúlyt. Próbáin, előadásain meg lehet tapasztalni a zene lényegére való összpontosítást, a zenei tények és körülmények megfogalmazásának pontosságát, ahogy azok a partitúrában megjelennek, az esztétikai nézet megvalósításával kapcsolatos kitartást.
A karmester felesége Waltraud Blomstedt, zenetudományi diplomával rendelkező nyelvész volt, aki 2003-ban, 74 éves korában elhunyt Luzernben.

## Felvételei
Válogatás a Discogs és az AllMusic nyilvántartása alapján.
| Megjelenés | Tartalom                                                                                      | Közreműködők                                                                                             | Kiadó               |
| ---------- | --------------------------------------------------------------------------------------------- | --- | ------------------- |
| 1964       | Igor Stravinsky: Våroffer                                                                     | Stockholms Filharmoniska Orkester                                                                        | Expo Norr           |
| 1967       | Hilding Rosenberg: Symphony No. 3                                                             | The Stockholm Philharmonic Orchestra                                                                     | His Master's Voice  |
| 1975       | Carl Nielsen: Clarinet Concerto, Flute Concerto                                               | Danish Radio Symphony Orchestra                                                                          | His Master's Voice  |
| 1975       | Mozart: Konzert für Flöte und Orchester G-dur KV 313, D-dur 314, C-dur 315                    | Staatskapelle Dresden                                                                                    | Eterna              |
| 1977       | Ludwig van Beethoven: Sinfonie Nr. 3 Es-Dur Op. 55 (Eroica)                                   | Staatskapelle Dresden                                                                                    | Eterna              |
| 1978       | Ludwig van Beethoven: Sinfonie Nr. 5 C-moll Op. 67                                            | Staatskapelle Dresden                                                                                    | Eterna              |
| 1979       | Edvard Grieg: Peer Gynt Ausschnitte                                                           | Taru Valjakka, Edith Thallaug, Rundfunkchor Leipzig, Staatskapelle Dresden                               | Eterna              |
| 1981       | Schubert: Sinfonie C-dur „Die Große”, Sinfonie H-moll „Die Unvollendete”                      | Staatskapelle Dresden                                                                                    | Eterna              |
| 1983       | Ludwig van Beethoven: Sinfonie Nr.2, Sinfonie Nr.9                                            | Staatskapelle Dresden                                                                                    | Eterna              |
| 1985       | Richard Strauss: Ein Heldenleben                                                              | Staatskapelle Dresden                                                                                    | Denon               |
| 1986       | Carl Maria von Weber: Konzert für Klarinette Op. 73, Op. 74, Concertino für Klarinette Op. 26 | Sabine Meyer, Staatskapelle Dresden                                                                      | His Master's Voice  |
| 1988       | Hindemith: Mathis der Maler, Symphonic Metamorphosis, Trauermusik                             | San Francisco Symphony                                                                                   | Decca               |
| 1989       | Nielsen: Symphonies 1 & 6                                                                     | San Francisco Symphony                                                                                   | Decca               |
| 1991       | Beethoven: Symphonies 1 & 3                                                                   | San Francisco Symphony                                                                                   | Decca               |
| 1991       | Orff: Carmina Burana                                                                          | San Francisco Symphony & Chorus                                                                          | London Records      |
| 1993       | Mendelssohn: Symphonies 3 „Scottish” & 4 „Italian”                                            | San Francisco Symphony                                                                                   | Decca               |
| 1995       | Brahms: Ein Deutsches Requiem                                                                 | Elizabeth Norberg-Schulz, Wolfgang Holzmair, San Francisco Symphony & Chorus                             | Decca               |
| 1995       | Bartók: Concerto for Orchestra, Kossuth                                                       | San Francisco Symphony                                                                                   | London              |
| 1998       | Strauss: Also Sprach Zarathustra, Till Eugenspiegel, Tod und Verklärung                       | San Francisco Symphony                                                                                   | Decca               |
| 1999       | Schubert: Symphonies 5 & 8                                                                    | Staatskapelle Dresden                                                                                    | Berlin Classics     |
| 2000       | Hindemith: Symphonia Serena, Die Harmonie der Welt                                            | Gewandhausorchester Leipzig                                                                              | Decca               |
| 2006       | Anton Bruckner: Sinfonie Nr. 8 C-Moll                                                         | Gewandhausorchester Leipzig                                                                              | Querstand           |
| 2012       | Anton Bruckner: Sinfonie Nr. 4 Es-Dur, „Romantische”                                          | Gewandhausorchester Leipzig                                                                              | Querstand           |
| 2013       | Beethoven: Missa Solemnis                                                                     | Simone Schneider, Gerhild Romberger, Richard Croft, Jochen Kupfer, Gewandhaus Orchestra, MDR Radio Choir | Querstand           |
| 2018       | Mozart: Symphonien Nr. 40 & 41                                                                | Symphonieorchester des Bayerischen Rundfunk                                                              | BR-Klassik          |
| 2019       | Mahler: Symphony No. 9 in D Major                                                             | Bamberger Symphoniker                                                                                    | Accentus Music      |
| 2021       | Brahms: Symphony No. 2, Academic Festival Overture                                            | Gewandhausorchester                                                                                      | PentaTone           |
| 2022       | Schubert: Symphonies Nos. 8 Unfinished & 9 Great                                              | Gewandhausorchester                                                                                      | Deutsche Grammophon |